# Ибанаг
Ибанаг (англ. Ibanag, Ybanag или Ibanak) — язык народа ибанаг, живущих на Филиппинах. Один из малайско-полинезийских языков, распространен в северо-восточных провинциях острова Лусон, а также в Средней Азии, Великобритании и США (последствием иммиграции населения). Ибанаг происходит от слова bannag ‘река’.

## Состояние языка на данный момент
Возрождение культуры народа ибанаг является частью программы MTB- Moter-Tounge Based program. Она была введена правительством Филиппин, которое стремится сохранить культуру коренных народов (в том числе и языки) для будущих поколений. На сегодняшний день, благодаря данной программе, этот язык изучают в филиппинских школах, и даже детские спектакли проводятся на этом языке.

## Классификация
Подобно более известным филиппинским языкам: таким как себуанский и тагальский, ибанаг является филиппинским языком австронезийской языковой семьи. С другой стороны он относится ксеверной филиппинской подгруппе, где находятся еще более крупные родственные языки илокано и пангасинан.

## Диалекты
На языке ибанаг говорят в областях северо-восточной части Филиппин, а именно в Isabela и Cagayan. В этих регионах язык имеет некоторые различия. Известно, что в Tuguegarao City говорят на стандартном диалекте. Многие, кто приспособился к стандартному диалекту, имеют испанский акцент.
В Tuguegarao City, до того, как прибыли испанцы, основным языком был Irraya похожий на исчезнувший диалект языка Gaddang. Позже, после прибытия испанцев, основным языком в Tuguegarao City стал ибанаг. Но с конца 20-го века, в связи с прибытием новых народов, главным языком стал Illokano.
Диалект Tuguegarao City считается стандартным, однако, он не является ближайшим древнему Доиспанскому ибанаг, который существовал еще до распространения современного языка, который уже притерпел испанское влияние.

## Фонология

### Вокализм
Треугольная система
| Height | Front | Central | Back           |
| ------ | ----- | ------- | -------------- |
| Close  | i /i/ |         | e /ɯ/, u/o /u/ |
| Mid    | e /ɛ/ |         | o /o/          |
| Open   |       | a /a/   |                |

### Консонантизм
Ибанаг — один из филиппинских языков, в котором [ɾ]-[d] — аллофоны.
Он отличается тем, что некоторые звуки отсутствуют в родственных языках. По сравнению с родственными языками имеются фонемы, такие как [f], как и в innafi или рис, [v], как bavi или свинья, [я], как и в kazzing или козtл и [dʒ], как и в madjan или горничная.
Также в ибанаге присутствует геминация, что приводит к гортанному звуку: gaddua [gad’dwa] (половина), mappazzi [mappaz’zɪ] (сжимать)
Наконец, в ибанаге наблюдается монофтонгизация. Например, слова umay (идти), balay (дом) or aggaw (день) иногда произносятся как ume, bale, и aggo.
|             | Bilabial | Bilabial | Labio- Dental | Labio- Dental | Alveolar | Alveolar | Post- alveolar | Post- alveolar | Palatal | Palatal | Velar | Velar | Glottal | Glottal |
| ----------- | -------- | -------- | ------------- | ------------- | -------- | -------- | -------------- | -------------- | ------- | ------- | ----- | ----- | ------- | ------- |
| Nasal       | m        | m        |               |               | n        | n        |                |                | ɲ       | ɲ       | ŋ     | ŋ     |         |         |
| Stop        | p        | b        |               |               | t        | d        |                |                |         |         | k     | ɡ     | ʔ       | ʔ       |
| Fricative   |          |          | f             | v             | s        | z        | ʃ              | ʃ              |         |         |       |       | h       | h       |
| Affricate   |          |          |               |               |          |          | tʃ             | dʒ             |         |         |       |       |         |         |
| Tap         |          |          |               |               | ɾ ~ r    | ɾ ~ r    |                |                |         |         |       |       |         |         |
| Approximant |          |          |               |               | l        | l        |                |                | j       | j       | w     | w     |         |         |

## Структура слога
CV/CCV/VC/VCV/CVCV/CVCCV

## Тип выражения грамматических значений
По своей типологии ибанаг принадлежит к языкам синтетического типа с элементами агглютинации.
```
: Sitaw     i        pazzigutan      tam? 
: where   DET   LOC-bathing-LOC     GEN.2pi 
:
„Where are we going to take a bath?‟
```

## Характер границы между морфемами
Ибанаг — синтетический язык с элементами агглютинации. Аффиксы однозначны, то есть каждый из них выражает только одно лексичесческое значение, и для данного значения всегда служит один и тот же аффикс. Они следуют друг за другом, не сливаются ни с корнями, ни с другими аффиксами, и их границы отчётливы.
```
: Ta            ngamin   danuri       i          sigga-aya    nga     maginnennag 
: because        all       those    DET       joyfully        REL         waiting
:
:  ta      panoli                   na.. . (2 Timoteo 4:8) 
: OBL    coming.back               GEN.3s
:
„Because all those are joyfully waiting for his coming back. . .‟
```

## Способ кодирования синтаксических отношений
Язык Ибанаг использует преимущественно зависимостное маркирование.

### Предикация
В предикации наблюдается зависимостное маркирование. Для обозначения субъекта в предикации используются маркеры «y» и «nga», которые ставятся непосредственно перед субъектом.
```
: Atannang   
y 
  
ana' 
 mu
: Your  
child 
 is tall
```

### Посессивная именная группа
В посессивной именной группе преимущественно зависимостное маркирование, которое выражается особыми посессивными формами зависимого слова или предлога «na» = «of».
```
: Bola nga nafia  
na abbing

: The good ball 
of the child
```

## Тип ролевой кодировки
Для этого языка характерна эргативная стратегия кодирования глагольных актантов:
```
 :1	Актант(ABS) непереходного глагола
 : Eduardo, sonu anni 
kamu
 manaw?
 : Eduardo when what 
ABS.2s
 leave?
 :
‘Eduardo, when will you leave?’
```

В этом примере актант «kamu» немаркирован (стоит в абсолютном падеже)
```
 :2	Субъект(ERG) и объект(ABS) переходного глагола
 : Pinafangiyawa' 
na
 yak kitu
 : Was ordered to give by him the dog
 :
"He ordered the dog to give (it)‟ 
```

В данном предложении агенс «Pinafangiyawa' na», входящий в состав глагола, маркирован суффиксом эргативного падежа -nа, в то время как пациенс «kitu» немаркирован (стоит в абсолютном падеже).
```
 :3	Субъект(ERG) переходного глагола
: Inyavu'  
na 
 nu sitaw yag gyan ni Pedru
: Asked by him - where the place of Peter
:„He asked me where Peter was”
```

## Порядок слов
VOS
```
:
Naggafu
   ta      
tukâ
   yari     
totolay
       ira     ta      baryo.
:
caught
     OBL    
frog
   REC         
R-people
    PLU   OBL   barrio
:
'The people in the barrio caught (some) frog(s).'
```

```
:
Minay
  ta    
balay
   si     
Kakay          Kaning
. 
:
came
   OBL  
house
   PERS    
grandfather   Kaning

:
„Grandpa Kaning came to the house.‟
```

## Интересные морфологические особенности

### Личные имена
Личные имена относятся к определенным именам отдельных людей. Эти существительные могут быть использованы в качестве вокативов, как в (1), или в качестве вершины личного NP, как в (2). При использовании в качестве последнего, личные имена сопровождаются личным определителем, si или ni или их аналогом во множественном числе da.
```
:1) 
Eduardo
,    sonu     anni    kamu     manaw?
:    
Eduardo
     when    what   ABS.2s    leave
:    
 „Eduardo, when will you leave?‟

:2) Egga    ta       balay   = mi             
si      Ana
.
:     EXI    OBL      house  = GEN.1pe       
PERS     Ana

:    
„Ana is in our house.‟
```

### Число имен существительных
Есть два способа кодирования множественности в ибанаг. Один из них путём добавления маркера множественности ira к лексическому существительному или словосочетанию (NP)(3), а другой — редупликацией(4).
```
:1) Nassingak=ku    
ira
.
:    saw=ERG.1s1     ABS.3p
:   
 'I saw them.'
```

```
:2) I         
bab
bagitolay     da          ay   napapatay    ta    gerra.
:   DET     
R
- bachelor      GEN.3p        TL      died     OBL    war
:    
'Young men were killed in war'
```

Обратите внимание, что, когда ira удаляется из обеих NP, смысл становится сингулярным. Данный множественности маркер может быть использован как в морфологически маркированных существительных во множественном числе, как в
totolay 'people' в (3), так и в немаркированных.
3) Naggafu ta tukâ yari totolay ira ta baryo.
caught OBL frog REC R-people PLU OBL barrio
'The people in the barrio caught (some) frog(s).'

### Род имен существительных
Существительные, которые имеют гендерную специфику, как правило, испанские заимствованные слова. Так же, как в илокано, что характерно для испанских _ существительных (ср. Rubino, 1997), мужской род заканчивается на о в то время как женский род на a.

## Глоссы
- 1 −1st person
- 2 — 2nd person
- 3 — 3rd person
- ABS — absolutive case
- ASSO — association
- BEN — benefactive
- COM — comitative
- COMP — complementizer
- DEF — definite
- DEM — demonstrative
- DET — determiner
- DIS — distal
- ERG — ergative
- XI — existential
- HRSY — hearsay
- IMP — imperfective
- NS — instigator
- INST — instrument
- EN — genitive
- LIG — ligature
- LOC — locative
- MED — medial
- NEG — negative
- NOM — nominaliser
- OBL — oblique
- OWN — ownership
- PAR — particle
- PERS — personal
- PLU -plural
- PROX — proximal
- R — reduplication
- REC — recent
- RECI — reciprocal
- REL — relativizer
- TL — topic linker
- p — plural
- s -singular
- (P) -proverb